# Grallaire à poitrine jaune
Grallaria flavotincta
Espèce
Statut de conservation UICN

 LC  : Préoccupation mineure
La Grallaire à poitrine jaune (Grallaria flavotincta) est une espèce d'oiseau de la famille des Grallariidae. C'est une espèce monotypique (non divisée en sous-espèces). 

## Description
L'adulte mesure environ 17 cm. 

## Répartition et habitat
Cette espèce est présente en Colombie et en Équateur. 
Son habitat naturel est subtropical ou des forêts tropicales humides[réf. nécessaire]. 